# NGC 1644
NGC 1644 ist ein Sternhaufen in der Großen Magellansche Wolke, die im Sternbild Dorado liegt. Der Sternhaufen wurde 1826 von James Dunlop entdeckt und später von Johan Ludvig Emil Dreyer im New General Catalogue verzeichnet.